# 阿里安娜·佩里利
阿里安娜·佩里利（義大利語：Arianna Perilli，1978年5月1日—），圣马力诺女子射击运动员。她曾代表圣马力诺参加2015年欧洲运动会射击比赛，获得一枚银牌。她也曾出战2016年夏季奥林匹克运动会。